# Den russiske tyv
Den russiske tyv (russisk: Вор) er en russisk spillefilm fra 1997 af Pavel Tjukhraj.

## Medvirkende
- Vladimir Masjkov som Toljan
- Jekaterina Rednikova som Katja
- Misja Philiptjuk som Sanja
- Amalija Mordvinova
- Lidija Savtjenko som Tanja